# Would You Lay with Me (In a Field of Stone)
«Would You Lay with Me (In a Field of Stone)» es una canción interpretada por la cantante estadounidense Tanya Tucker. Fue publicada el 11 de diciembre de 1973 como el sencillo principal de su álbum del mismo nombre.

## Antecedentes
Aunque su primer éxito comercial fue en 1972 con «Delta Dawn», Tanya Tucker tuvo su primer sencillo número uno con «What's Your Mama's Name» de febrero de 1973, un tema que Dallas Frazier escribió junto con Earl Montgomery. Entre sus canciones posteriores a «What's Your Mama's Name» se encontraba «Would You Lay with Me (In a Field of Stone)» de diciembre de 1973. Las sesiones de grabación de la canción tuvieron lugar en Columbia, un estudio ubicado en Nashville, Tennessee. El lado B del sencillo, «No Man's Land», fue escrito por Don Wayne.

## Escritura y temática
La canción fue escrita por David Allan Coe. El periodista musical John Lomax III declaró que estaba presente cuando Coe escuchó la canción «If I Needed You» de Townes Van Zandt y le pidió que la usara. Van Zandt dio permiso siempre y cuando se le reconociera como autor, pero en cambio Coe copió el tema central y la melodía en «Would You Lay with Me» y no le dio crédito a Van Zandt. El 17 de julio de 2017, Coe declaró que escribió la canción como votos matrimoniales para su hermano.

## Lanzamiento
Columbia Records lanzó «Would You Lay with Me» en diciembre de 1973 como sencillo, con el número de catálogo 4-45991 y la canción «No Man's Land» como lado B. Dos meses después, Columbia lanzó Would You Lay with Me (In a Field of Stone) en febrero de 1974, con «Would You Lay with Me» como canción de apertura. El sencillo se mantuvo en el número uno durante una sola semana, y pasó un total de diecisiete semanas en la lista Hot Country Singles.

## Lista de canciones
7-inch single – Epic 4-45991
1. «Would You Lay with Me (In a Field of Stone)» – 2:23
2. «No Man's Land» – 3:37

## Posicionamiento

### Gráfica semanal
| Gráfica (1974)                                 | Pico de posición |
| ---------------------------------------------- | ---------------- |
| Australia (Kent Music Report)                  | 59               |
| Canadá (RPM Top Singles)                       | 54               |
| Canadá (RPM Country Playlist)                  | 7                |
| Estados Unidos (Billboard Hot 100)             | 46               |
| Estados Unidos (Billboard Hot Country Singles) | 1                |

### Gráfica de fin de año
| Gráfica (1974)                                 | Pico de posición |
| ---------------------------------------------- | ---------------- |
| Estados Unidos (Billboard Hot Country Singles) | 13               |